# Aurélie Jean
Pour les articles homonymes, voir Jean.
Aurélie Jean, née le 5 septembre 1982 à Clamart (Hauts-de-Seine), est une scientifique numéricienne et entrepreneuse française spécialisée dans la modélisation numérique.
Le magazine Forbes l'a classée parmi les 40 Françaises les plus influentes de l'année 2019.

## Origines et formation
Née le 5 septembre 1982 à Clamart, Aurélie Hélène Marie Jean est élevée par ses grands-parents. Son grand-père était cadre administratif au Commissariat à l'énergie atomique (CEA).
Àl'âge de 6 ans, elle est détectée surdouée. Elle effectue ses études à l'université Pierre-et-Marie-Curie (licence de physique et mécanique), à l'École normale supérieure Paris-Saclay (magistère de mécanique) et à l’École nationale supérieure des mines de Paris,. Elle est docteure en science et génie des matériaux. Après une thèse portant sur l'étude d'un élastomère chargé, de sa nanostructure à son comportement macroscopique en 2009, elle poursuit sa recherche postdoctorale et sa formation à l’université d'État de Pennsylvanie et au Massachusetts Institute of Technology (MIT), dans la modélisation numérique appliquée à la médecine. À l'université d'État de Pennsylvanie en particulier, elle travaille sur l’élaboration d’un tissu cardiaque plus flexible qui pourrait servir à réparer les tissus malades du myocarde après un infarctus. Pour l'armée américaine, elle développe un algorithme permettant d'évaluer les conséquences des traumatismes crâniens.

## Carrière
Depuis 2018, elle vit entre les États-Unis et la France, où elle partage son temps entre le conseil, la recherche, l’enseignement et les contributions éditoriales. Elle tient une chronique hebdomadaire sur les sciences et les technologies dans le magazine Le Point. Après son parcours universitaire, elle travaille notamment presque deux ans chez Bloomberg comme développeuse informatique sur des questions de modélisation, avant d'être nommée en septembre 2018 consultante senior par le Boston Consulting Group.
Elle est la marraine de la première promotion de l’École IA Microsoft à Issy-les-Moulineaux et enseigne à la Sloan School of Management (MIT).
En 2019, elle publie De l’autre côté de la machine - Voyage d’une scientifique au pays des algorithmes pour résoudre, selon un article paru sur le site de l'AFIS, les « nombreuses incompréhensions » en la matière. L'ouvrage traite non seulement de l'histoire des algorithmes, mais aussi des biais dont ceux-ci sont entachés. Aurélie Jean décrit par exemple le cas de l'algorithme de recrutement d'Amazon, dont les biais ont été identifiés par Cathy O'Neil: entraîné « sur la base de données des embauches des dix années précédentes où la majorité des postes avaient été pourvus par des hommes ; l’algorithme en a donc conclu, à tort, que les hommes étaient de meilleurs candidats ».
Fondatrice et dirigeante de la société In Silico Veritas à New York, elle est spécialisée dans la modélisation numérique.
En 2021, Aurélie Jean cofonde DPEEX, une start-up spécialisée dans les applications médicales de l'IA concernant le cancer du sein.
Elle est considérée par le magazine Forbes comme l'une des 40 Françaises les plus influentes de l'année 2019.

## Distinctions
Le 29 mai 2019, elle est nommée au grade de chevalier dans l'ordre national du Mérite au titre de « présidente-directrice générale d'une société de conseil ; 12 ans de services ». Début 2020, elle est nommée membre d'honneur de la Société informatique de France.

## Publications

### Ouvrages
- De l'autre côté de la machine : voyage d'une scientifique au pays des algorithmes, Paris, Éd. de l'Observatoire, coll. « De facto », 2019, 205 p. (ISBN 979-10-329-0540-1, BNF 45790028)[19].
- Aurélie Jean, L'apprentissage fait la force, Paris, Éd. de l'Observatoire, coll. « Et Après ? », 2020, 205 p. (ISBN 979-10-329-1578-3, lire en ligne)[20].
- Les algorithmes font-ils la loi ?, Paris, Éd. de l'Observatoire, coll. « Essais », 2021, 224 p. (ISBN 979-10-329-1501-1)

### Télévision
- 2024 : Loups-Garous (émission de télévision) de Fary et Panayotis Pascot sur Canal +

### Articles
- (en) Aurélie Jean, D. Jeulin, S. Cantournet et F. N'Guyen, « A multiscale microstructure model of carbon black distribution in rubber », Journal of Microscopy, vol. 241, no 3,‎ 13 octobre 2010, p. 243-260 (lire en ligne, consulté le 1er juin 2020).
- (en) Aurélie Jean et George C. Engelmayr, Jr., « Finite element analysis of an accordion-like honeycomb scaffold for cardiac tissue engineering », Journal of biomechanics, vol. 43, no 15,‎ 16 novembre 2010, p. 3035-3043 (lire en ligne, consulté le 1er juin 2020).
- (en) Rebekah A. Neal, Aurélie Jean, Hyoungshin Park, Patrick B. Wu, James Hsiao, George C. EngelmayrJr., Robert Langer et Lisa E. Freed, « Three-Dimensional Elastomeric Scaffolds Designed with Cardiac-Mimetic Structural and Mechanical Features », Tissue Engineering Part A, vol. 19, nos 5-6,‎ 26 novembre 2012, p. 793-807 (lire en ligne, consulté le 1er juin 2020).
- (en) Nafiseh Masoumi, Aurélie Jean, Jeffrey T Zugates, Katherine L Johnson et George C Engelmayr Jr., « Laser microfabricated poly (glycerol sebacate) scaffolds for heart valve tissue engineering », Journal of biomedical materials research Part A, vol. 101, no 1,‎ janvier 2013, p. 104-114 (lire en ligne, consulté le 1er juin 2020).
- (en) Aurélie Jean, Michelle K. Nyein, James Q. Zheng, David F. Moore, John D. Joannopoulos et Raúl Radovitzky, « An animal-to-human scaling law for blast-induced traumatic brain injury risk assessment », Proceedings of the National Academy of Sciences, vol. 111, no 43,‎ 28 octobre 2014, p. 15310-15315 (lire en ligne, consulté le 1er juin 2020).